# Tichilești, Constanța
Tichilești este un sat în comuna Horia din județul Constanța, Dobrogea, România. La recensământul din 2002 avea o populație de 393 locuitori.